# Coppa Anglo-Italiana 1972
La Coppa Anglo-Italiana 1972 è stata la 3ª edizione del torneo riservato a club provenienti dal campionato italiano ed inglese.
Il trofeo fu vinto dalla Roma, prima squadra italiana ad aggiudicarsi la competizione.

## Squadre partecipanti
Le 12 squadre partecipanti furono divise in tre gruppi, all'interno dei quali vennero abbinate due italiane e due inglesi.
In ogni girone, ogni squadra avrebbe sfidato in gare di andata e ritorno le due di nazionalità opposte. Dopo le quattro gare di ogni squadra, oltre ai 2 punti per vittoria ed 1 in caso di pareggio, si sarebbero sommati i gol fatti come punti aggiuntivi. A qualificarsi per la finale sarebbero state la miglior italiana e la migliore inglese.
| Gruppo | Inglesi                   | Italiane                    |
| ------ | ------------------------- | --------------------------- |
| 1      | Stoke City Carlisle Utd   | Catanzaro Roma              |
| 2      | Leicester City Sunderland | Cagliari Atalanta           |
| 3      | Blackpool Birmingham City | Sampdoria Lanerossi Vicenza |

## Risultati

### Fase a gruppi

#### Gruppo 1
| Arbitro: | Matthewson |

|  |           |                                     |
|  | Marcatori | 60’ Greenhoff 66’ Dobbing 75’ Marsh |

| Arbitro: | Morrisey |

|                     |           |                                                  |
| Cappellini 14’, 38’ | Marcatori | 30’ (rig.) Balderstone 79’ Martin 83’ Winstanley |

| Arbitro: | Yats |

|  |           |            |
|  | Marcatori | 63’ Bowles |

| Arbitro: | James |

|                  |           |  |
| Spadoni 13’, 85’ | Marcatori |  |

| Arbitro: | Bernardis |

|                           |           |  |
| Ritchie 43’ Greenhoff 90’ | Marcatori |  |

| Arbitro: | Jones |

|                                    |           |                                                 |
| Train 27’ Balderstone 43’ Owen 50’ | Marcatori | 31’ Banella 55’ (aut.) Hermstead 85’ Cappellini |

| Arbitro: | Gussoni |

|                                      |           |                |
| Martin 7’ Bowles 42’, 73’ Burton 81’ | Marcatori | 62’ D'Angiulli |

| Arbitro: | Michelotti |

|             |           |                           |
| Ritchie 46’ | Marcatori | 35’ Santarini 52’ Spadoni |

#### Gruppo 2
| Arbitro: | Turner |

|                    |           |  |
| Sammels 22’ (aut.) | Marcatori |  |

| Arbitro: | Clive |

|                                    |           |                       |
| Doldi 78’ Moro 81’ Magistrelli 91’ | Marcatori | 13’ Lathan 40’ Watson |

| Arbitro: | Matthewson |

|            |           |                                |
| Vitali 66’ | Marcatori | 15’ Tueart 16’ Kerr 72’ Lathan |

| Arbitro: | Smith |

|                                            |           |                                           |
| Magistrelli 23’, 57’, 85’, 91’ Bianchi 73’ | Marcatori | 33’ Weller 56’ Sammels 84’ (aut.) Moruzzi |

| Arbitro: | Menegali |

|                    |           |            |
| Weller 3’ Nish 15’ | Marcatori | 59’ Vitali |

| Sunderland 8 giugno 1972 3ª giornata | Sunderland | 0 – 0 | Atalanta | \| Arbitro: \| Serafini \| |
| Arbitro:                             | Serafini   |       |          |                            |

| Arbitro: | Trinchieri |

|                                                                         |           |  |
| Maggioni 18’ (aut.) Nish 35’ Sammels 56’ Weller 63’, 73’ Farrington 65’ | Marcatori |  |

| Arbitro: | Pieroni |

|                                   |           |                            |
| Tueart 12’ McGiven 14’ Watson 68’ | Marcatori | 47’ Roffi 67’, 81’ Poletti |

#### Gruppo 3
| Arbitro: | James |

|           |           |                                   |
| Salvi 66’ | Marcatori | 14’, 21’ Hill 31’ James 41’ Dyson |

| Vicenza 1 giugno 1972 1ª giornata | Lanerossi Vicenza | 0 – 0 | Birmingham City | \| Arbitro: \| Smith \| |
| Arbitro:                          | Smith             |       |                 |                         |

| Arbitro: | Thomas |

|                         |           |                     |
| Badiani 48’ Petrini 67’ | Marcatori | 45’ (rig.) Campbell |

| Arbitro: | Morrisey |

|  |           |                       |
|  | Marcatori | 37’ Burns 57’ Suddick |

| Arbitro: | Lazzaroni |

|                    |           |  |
| Burns 60’ Hill 67’ | Marcatori |  |

| Arbitro: | Porcelli |

|                                                      |           |                                        |
| Latchford 15’, 58’ Taylor 44’ Hatton 66’ Francis 80’ | Marcatori | 27’ Damiani 37’ Maraschi 53’ Turchetto |

| Arbitro: | Motta |

|                          |           |  |
| Latchford 27’ Hatton 62’ | Marcatori |  |

| Arbitro: | Gussoni |

|                                                                                           |           |  |
| Burns 2’, 58’, 60’, 71’ Anscow 3’ Suddick 15’ James 30’ Stanzial 50’ (aut.) Hill 61’, 63’ | Marcatori |  |

#### Classifiche finali

##### Squadre inglesi
| Squadra         | G | V | N | P | GF | GS | Punti | Punti finali |
| --------------- | - | - | - | - | -- | -- | ----- | ------------ |
| Blackpool       | 4 | 4 | 0 | 0 | 18 | 1  | 8     | 26           |
| Carlisle Utd    | 4 | 3 | 1 | 0 | 11 | 6  | 7     | 18           |
| Leicester City  | 4 | 2 | 0 | 2 | 11 | 7  | 4     | 15           |
| Birmingham City | 4 | 2 | 1 | 1 | 8  | 5  | 5     | 13           |
| Sunderland      | 4 | 1 | 2 | 1 | 8  | 7  | 4     | 12           |
| Stoke City      | 4 | 2 | 0 | 2 | 6  | 4  | 4     | 10           |

##### Squadre italiane
| Squadra           | G | V | N | P | GF | GS | Punti | Punti finali |
| ----------------- | - | - | - | - | -- | -- | ----- | ------------ |
| Roma              | 4 | 2 | 1 | 1 | 9  | 7  | 5     | 14           |
| Atalanta          | 4 | 2 | 1 | 1 | 8  | 11 | 5     | 13           |
| Cagliari          | 4 | 1 | 1 | 2 | 6  | 8  | 3     | 9            |
| Sampdoria         | 4 | 1 | 0 | 3 | 3  | 9  | 2     | 5            |
| Lanerossi Vicenza | 4 | 0 | 1 | 3 | 3  | 17 | 1     | 4            |
| Catanzaro         | 4 | 0 | 0 | 4 | 1  | 10 | 0     | 1            |

### Finale
| Arbitro: | Linemayer |

| |              | |
| Cappellini 49’ Scaratti 75’ Zigoni 86’                                                                                     | Marcatori    | 89’ Alcock |
| · Ginulfi · Santarini · Cappelli · 85’ Liguori · Bet · Cordova (c) · Franzot · Cappellini · 69’ Salvori · Zigoni · Spadoni | Formazioni   | · Burridge · Bentley (c) · Hatton · Ainscow · James · Suddaby · Burns · Dyson · Hill 55’ · Suddick · Hutchison |
| · 69’ Scaratti · 85’ Bertini                                                                                               | Sostituzioni | · Alcock 55’                                                                                                   |
| Helenio Herrera | Allenatori   | Bob Stokoe |